# Agencija za obalni linijski promet
AZOLPP (Agencija za obalni linijski promet) je hrvatska agencija koja obnavlja sve poslove vezane uz davanje koncesija za obavljanje javnog prijevoza na državnih brodskim, brzobrodskim i trajektnim linijama.

## Državne trajektne linije
- Valbiska – Merag
- Porozina – Brestova
- Prizna – Žigljen
- Mišnjak – Stinica
- Lopar – Valbiska
- Zadar/Gaženica – Ist/Kosirača – Olib – Silba – Premuda/Krijal – Mali Lošinj
- Preko – Ošljak – Zadar/Gaženica
- Tkon – Biograd
- Zadar/Gaženica – Rivanj – Sestrunj – Zverinac – Molat – Zapuntel – Ist/Kosirača
- Brbinj – Zadar/Gaženica
- Zadar/Gaženica – Bršanj – Rava – Mala Rava
- Šibenik – Zlarin – Obonjan – Kaprije – Žirje
- Vis – Split
- Lastovo/Ubli – Vela Luka – Hvar – Split
- Drvenik Veli – Drvenik Mali – Trogir/Soline
- Supetar – Split
- Sućuraj – Drvenik
- Ploče – Trpanj
- Dominče – Orebić
- Stari Grad – Split
- Rogač – Split
- Sumartin – Makarska
- Suđurađ – Lopud – Dubrovnik
- Sobra – Prapratno

## Državne brodske linije
- Mali Lošinj – Unije – Vele Srakane – Susak
- Ilovik – Mrtvaška – Mali Lošinj
- Rava – Mala Rava – Veli Iž – Mali Iž – Zadar
- Zadar – Sali – Zaglav
- Preko – Zada
- Vrgada – Pakoštane – Biograd
- Krapanj – Brodarica
- Vodice – Prvić Šepurine – Prvić Luka – Zlarin – Šibenik
- Komiža – Biševo
- Orebić – Korčula
- Suđurađ – Lopud – Koločep – Dubrovnik

## Državne brzobrodske linije
- Pula – Unije – Susak – Mali Lošinj – Ilovik – Silba – Zadar
- Mali Lošinj – Ilovik – Susak – Unije – Martinščica – Cres – Rijeka
- Novalja – Rab – Rijeka
- Olib – Silba – Premuda/Krijal – Zadar
- Ist/Široka –Zapuntel – Brgulje – Molat – Zadar
- Brbinj – Božava – Zverinac – Sestrunj – Rivanj – Zadar
- Zadar – Mali Iž – Veli Iž – Mala Rava – Rava
- Zadar – Sali – Zaglav – Bršan
- Žirje – Kaprije – Šibenik
- Milna – Sutivan – Stomorska – Rogač – Split
- Vis – Hvar – Milna – Split
- Jelsa – Bol – Spli
- Lastovo/Ubli – Vela Luka – Hvar – Split
- Korčula – Prigradica – Hvar – Split
- Lastovo/Ubli – Korčula – Polače – Sobra – Šipanska Luka – Dubrovnik

## Vanjske poveznice
- Prava putnika u pomorskom prijevozu
- Otočne iskaznice
- Red plovidbe  Arhivirana inačica izvorne stranice od 13. srpnja 2021. (Wayback Machine)
- Plovput